# جزيرة وايت سانداي
جزيرة وايت ساندي (بالإنجليزية: Whitsunday island)‏ هي أكبر جزيرة في مجموعة جزر وايت سانداي الواقعة قبالة ساحل كوينزلاند، أستراليا . تم تقييم شاطئ وايتهيفن الواقع في الجزيرة كأفضل شاطئ صديق للبيئة في العالم من خلال سي إن إن في يوليو 2010.
تم اكتشاف الجزيرة من قبل الكابتن جيمس كوك في أوائل يونيو عام 1770، وتغطي الجزيرة مساحة 27508 هكتار (275.08 كم).

## الجغرافيا
يمكن الوصول للجزيرة عن طريق القوارب من الموانئ السياحية من طريق البر الرئيسى لشاطئ إيرلي وميناء شوت . تحتوي الجزيرة على العديد من الوجهات السياحية المفضلة للزوار والبحارة، بما في ذلك الرمال النقية البيضاء الرائعة من شاطئ هيتهفن، والممر المائي عند مدخل الجزيرة.
يوجد شمال الجزيرة حشائش بحرية تدعم مجموعة متنوعة من الأسماك والكائنات البحرية، ويوجد في الجزيرة صخور مزينة جميلة.
والبحار فيها دافئة، وضحلة والمغذيات فيها غنية وسريعة الحركة بسبب تدفقات المياه مما يجعلها مناسبة تماما لنمو وتهديب الشعاب المرجانية.

## معرض الصور

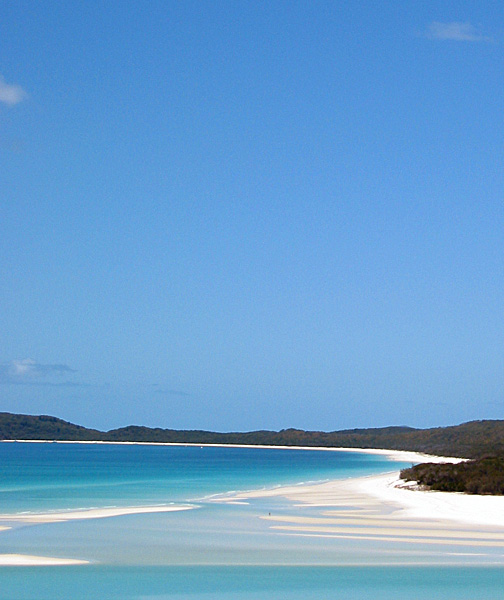
شاطئ وايتهافن
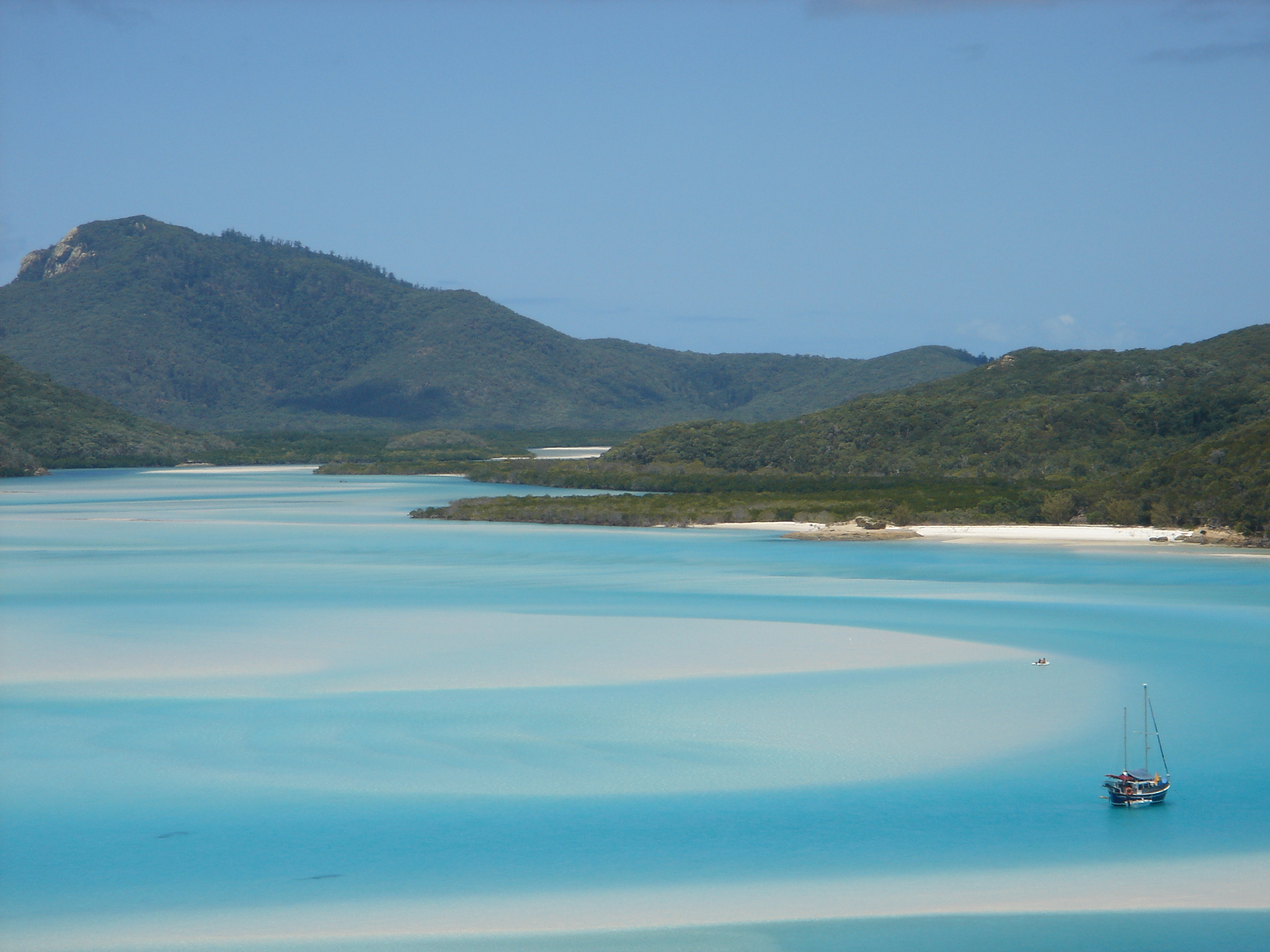
شمال شاطئ وايتهافن
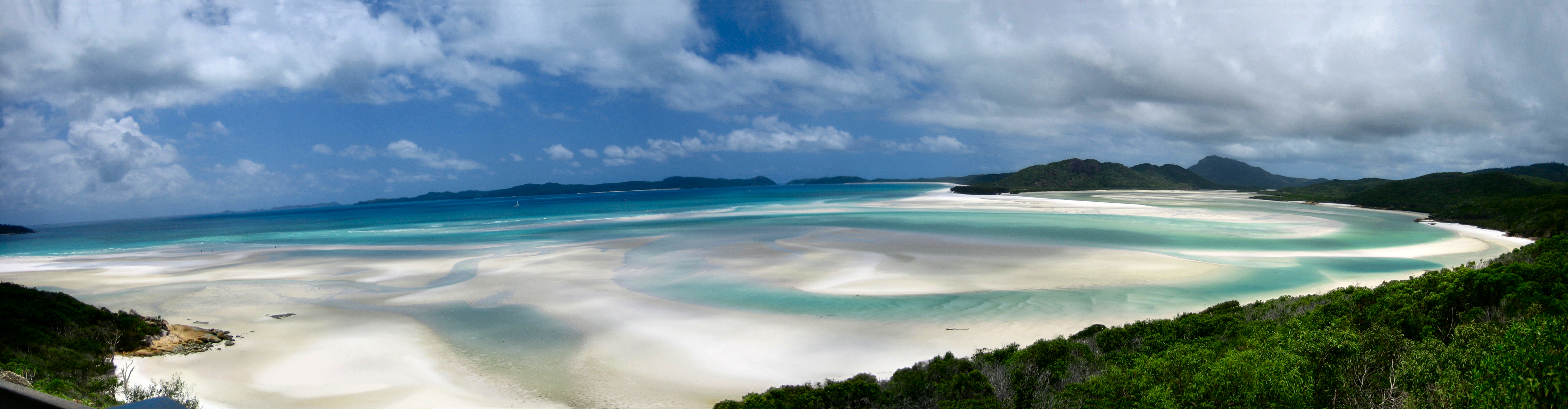
صورة بانورامية لشاطئ وايتهافن